# Fantastyczne zwierzęta i jak je znaleźć (film)
Fantastyczne zwierzęta i jak je znaleźć (oryg. Fantastic Beasts and Where to Find Them) – brytyjsko-amerykański film fantasy z 2016 roku w reżyserii Davida Yatesa. Jest spin-offem i filmem poprzedzającym fabularnie serię o Harrym Potterze. Jednym z producentów była J.K. Rowling, która napisała również scenariusz, zainspirowany swoją książką z 2001 roku o tym samym tytule. W rolach głównych wystąpili: Eddie Redmayne, Katherine Waterston, Dan Fogler, Alison Sudol, Ezra Miller, Samantha Morton, Jon Voight, Carmen Ejogo i Colin Farrell.
Jest to pierwsza część serii filmów Fantastyczne zwierzęta i dziewiąta produkcja franczyzy Wizarding World. Kontynuacja filmu, Fantastyczne zwierzęta: Zbrodnie Grindelwalda, została wydana w 2018 roku; trzeci film z serii, Fantastyczne zwierzęta: Tajemnice Dumbledore’a, zadebiutował w 2022 roku.
Światowa premiera filmu Fantastyczne zwierzęta i jak je znaleźć miała miejsce 8 listopada 2016 roku na Międzynarodowym Festiwalu Filmowym w Toronto. W Polsce premiera odbyła się 18 listopada tego samego roku. Otrzymał przeważnie pozytywne recenzje od krytyków i zarobił 814 milionów dolarów na całym świecie, co uczyniło go ósmym najbardziej dochodowym filmem w 2016 roku.
Produkcja była nominowana do pięciu nagród BAFTA i zwyciężyła w kategorii najlepsza scenografia. Była także nominowana do dwóch Oscarów, zdobywając statuetkę za najlepsze kostiumy i stając się pierwszym filmem z franczyzy Wizarding World, który otrzymał tę nagrodę.

## Fabuła
W 1926 roku do Nowego Jorku przybywa brytyjski czarodziej i magizoolog Newton Scamander. Spotyka Mary Lou Barebone, mugolską szefową New Salem Philanthropic Society. Próbując schwytać Niuchacza – stwora, który uciekł z magicznej walizki – Newt spotyka piekarza Jacoba Kowalskiego. Obaj nieświadomie zamieniają się walizkami. Porpentina „Tina” Goldstein, zdegradowana Auror Magicznego Kongresu Stanów Zjednoczonych, aresztuje Newta za złamanie magicznego prawa. Ponieważ walizka w jego posiadaniu zawiera tylko wypieki Jacoba, Newt zostaje zwolniony. Jacob po powrocie do domu otwiera walizkę Newta uwalniając kilka stworzeń.
Po tym, jak Tina i Newt znajdują Jacoba i walizkę, Tina zabiera ich do swojego mieszkania i przedstawia Queenie, swojej siostrze. Jacob i Queenie zakochują się w sobie. Newt zabiera Jacoba do wnętrza swojej magicznie powiększonej walizki, w której okazują się znajdować pomieszczenia zamieszkałe przez różne stworzenia. Jednym z tych stworzeń jest Obscurus – pasożyt, który rozwija się w magicznie uzdolnionych dzieciach, w wyniku czego rzadko dożywają one dziesiątego roku życia.
Po odzyskaniu dwóch z trzech zbiegłych bestii, Tina, Newt i Jacob zostają aresztowani, ponieważ urzędnicy twierdzą, że jedno ze stworzeń Newta jest odpowiedzialne za zabicie senatora Henry’ego Shawa Jr., którego faktycznie zaatakował Obscurus. Percival Graves, szef Departamentu Przestrzegania Prawa Czarodziejów, oskarża Newta o spisek z czarnoksiężnikiem Gellertem Grindelwaldem i postanawia zniszczyć walizkę oraz usunąć ostatnie wspomnienia Jacoba. Newt i Tina zostają skazani na śmierć, ale uciekają z pomocą Queenie i Jacoba, którzy odzyskują również walizkę Newta.
Graves przybywa do Credence’a, adoptowanego syna Mary Lou, i proponuje uwolnienie go od agresywnej matki w zamian za pomoc w odnalezieniu Obscurusa, który sieje zniszczenie w mieście. Credence znajduje pod łóżkiem swojej przybranej siostry Modesty różdżkę, która prawdopodobnie należy do niego. Obscurus zabija Mary Lou i jej najstarszą córkę Chastity. Graves, myśląc, że Modesty jest nosicielem Obscurusa, stwierdza że Credence jest charłakiem, czyli osobą pozbawioną magicznych zdolności i odmawia nauczania go magii. Credence ujawnia jednak, że jest nosicielem i przeżył tylko dzięki swojej magii.
Newt znajduje Credence’a ukrywającego się w tunelu metra, ale zostaje zaatakowany przez Gravesa. Tina uspokaja chłopca i próbuje chronić go przed Mary Lou. Gdy Credence powraca do ludzkiej postaci, Seraphina Picquery, przewodnicząca Magicznego Kongresu Stanów Zjednoczonych oraz aurorzy niszczą Obscurusa. Graves przyznaje, że planował uwolnić stwora, aby ujawnić magiczną społeczność przed mugolami (osobami niemogącymi posiadać i rozwijać umiejętności magicznych) i obarczyć odpowiedzialnością za ten czyn Newta. Picquery nakazuje aurorom aresztować Gravesa, ale on pokonuje ich. Dzięki interwencji Scamandera udaje się jednak go schwytać. Oprócz tego Newt rzuca zaklęcie zdejmujące czar, pod którego wpływem był Graves i ujawnia jego prawdziwą tożsamość. Okazuje się, że Graves to w rzeczywistości Grindelwald.
Ponieważ świat czarodziejów został ujawniony, Newt wypuszcza jedno ze swoich stworzeń, by rozproszyło eliksir, który usuwa ostatnie wspomnienia wszystkich w mieście. Queenie całuje Jacoba, gdy deszcz wymazuje również jego wspomnienia. Scamander wraca do Anglii, a Jacob otwiera piekarnię z ciastkami przypominającymi bestie Newta.

## Obsada
- Eddie Redmayne jako Newt Scamander, brytyjski czarodziej, magizoolog i pracownik Ministerstwa Magii. Scamander jest autorem podręcznika Szkoły Magii i Czarodziejstwa w Hogwarcie „Fantastyczne zwierzęta i jak je znaleźć”[4].
- Katherine Waterston jako Porpentina Ester „Tina” Goldstein, czarodziejka i zdegradowana aurorka[5].
- Dan Fogler jako Jacob Kowalski, mugol, robotnik i piekarz[6].
- Alison Sudol jako Queenie Goldstein, młodsza siostra i współlokatorka Tiny[7].
- Samantha Morton jako Mary Lou Barebone, mugolka i złowroga przywódczyni New Salem Philanthropic Society, grupy, której celem jest demaskowanie i zabijanie czarodziejów i czarownic[8].
- Ezra Miller jako Credence Barebone, czarodziej, nosiciel Obscurusa i adoptowany syn Mary Lou[6][9].
- Jon Voight jako Henry Shaw Sr., redaktor gazety i ojciec senatora USA Henry’ego Shawa Jr. i Langdona Shawa[10].
- Carmen Ejogo jako Seraphina Picquery, przewodnicząca Magicznego Kongresu Stanów Zjednoczonych Ameryki, który jest amerykańskim odpowiednikiem brytyjskiego Ministra Magii[11].
- Colin Farrell jako Percival Graves, wysokiej rangi auror i dyrektor jednego z wydziałów Magicznego Kongresu Stanów Zjednoczonych Ameryki, odpowiedzialny za ochronę czarodziejów[12].

Ponadto w filmie wystąpili również: Ron Perlman jako głos Gnarlaka, goblina, który jest właścicielem magicznego klubu nocnego o nazwie „The Blind Pig”, Faith Wood-Blagrove jako Modesta Barebone, nawiedzona młoda dziewczyna, która jest najmłodszym z adoptowanych dzieci Mary Lou, Ronan Raftery jako Langdon Shaw, najmłodszy z synów Henry’ego Shawa, który zaczyna wierzyć w magię, Josh Cowdery jako Henry Shaw Jr., najstarszy z synów Henry’ego Shawa; arogancki i okrutny senator USA, Kevin Guthrie jako Abernathy, nadzorca Tiny i Queenie, Jenn Murray jako Chastity Barebone, jeden z adoptowanych dzieci Mary Lou, Gemma Chan jako Madam Ya Zhou, wiedźma, która jest członkiem Kongresu, Zoë Kravitz jako Leta Lestrange, dawna miłość Newta oraz Johnny Depp jako Gellert Grindelwald, potężny czarnoksiężnik, który wierzy w wyższość czarodziejów nad mugolami i stara się stworzyć nowy Zakon Czarodziejów.

## Produkcja

### Rozwój projektu

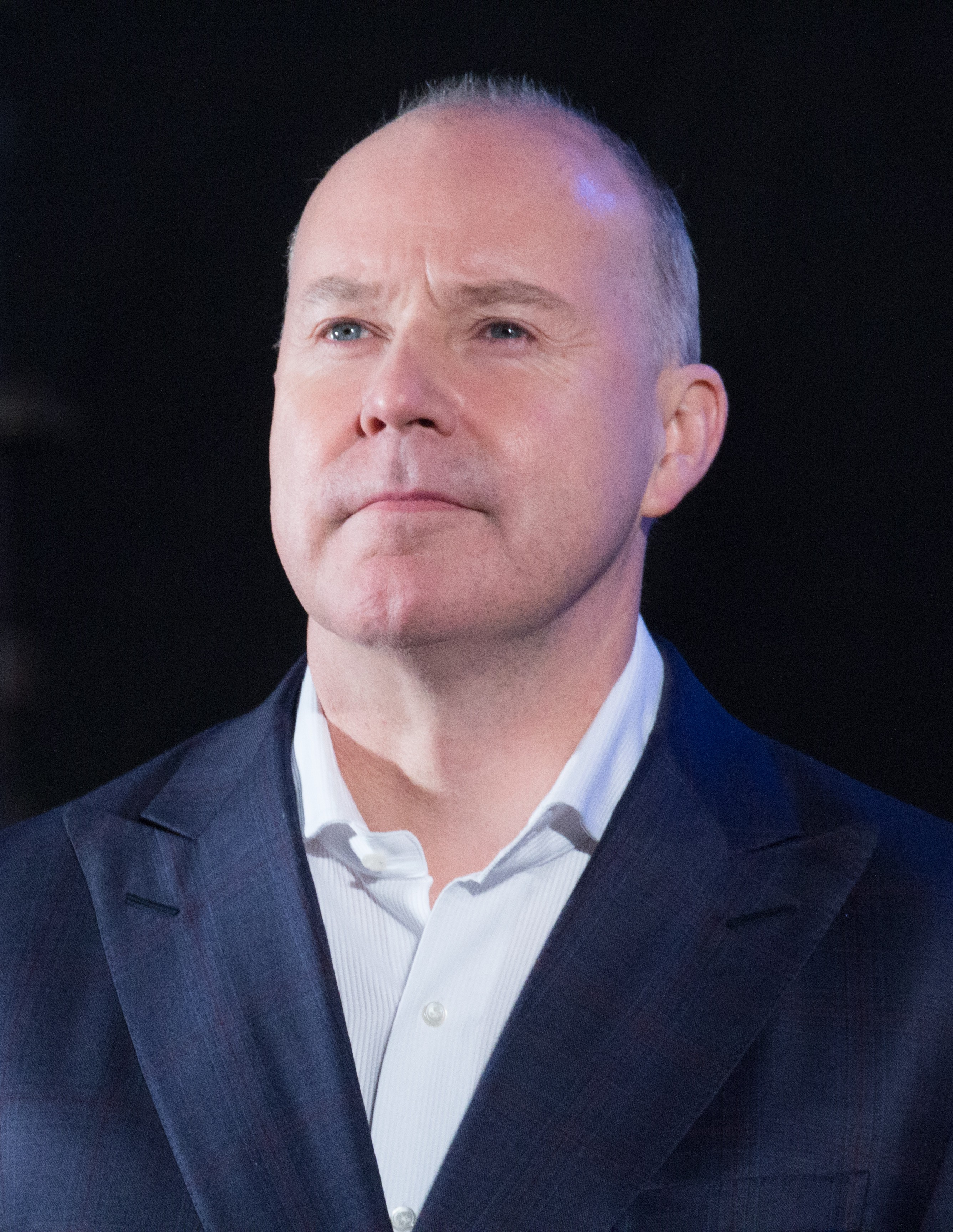
David Yates, reżyser filmu

Tytuł Fantastyczne zwierzęta i jak je znaleźć jest kilkakrotnie wymieniany jako podręcznik szkolny w serii książek o Harrym Potterze, chociaż sam Scamander nie pojawia się w żadnej z książek. W 2001 roku Rowling opublikowała wydanie „podręcznika”, a pieniądze z jego sprzedaży miały być przeznaczone dla brytyjskiej organizacji charytatywnej Comic Relief.
We wrześniu 2013 roku, zaledwie dwa lata po wydaniu Harry’ego Pottera i Insygniów Śmierci – część 2, ogłoszono powstanie filmu o fantastycznych zwierzętach. Pierwotnie nazywał się Fantastic Creatures i był debiutem Rowling jako scenarzystki. Jako producenta zatrudniono David Heyman, a Steve Kloves miał odpowiadać za scenariusz. Obaj pracowali już przy filmach o Harrym Potterze. Krążyły plotki, że reżyserem może być Alfonso Cuarón, ale zostały obalone w maju 2014 roku. Studio Warner Bros. ogłosiło, że planowana jest trylogia, a przynajmniej jedną – pierwszą część wyreżyseruje David Yates. Skomponowanie muzyki powierzono Jamesowi Newtonowi Howardowi.

### Casting

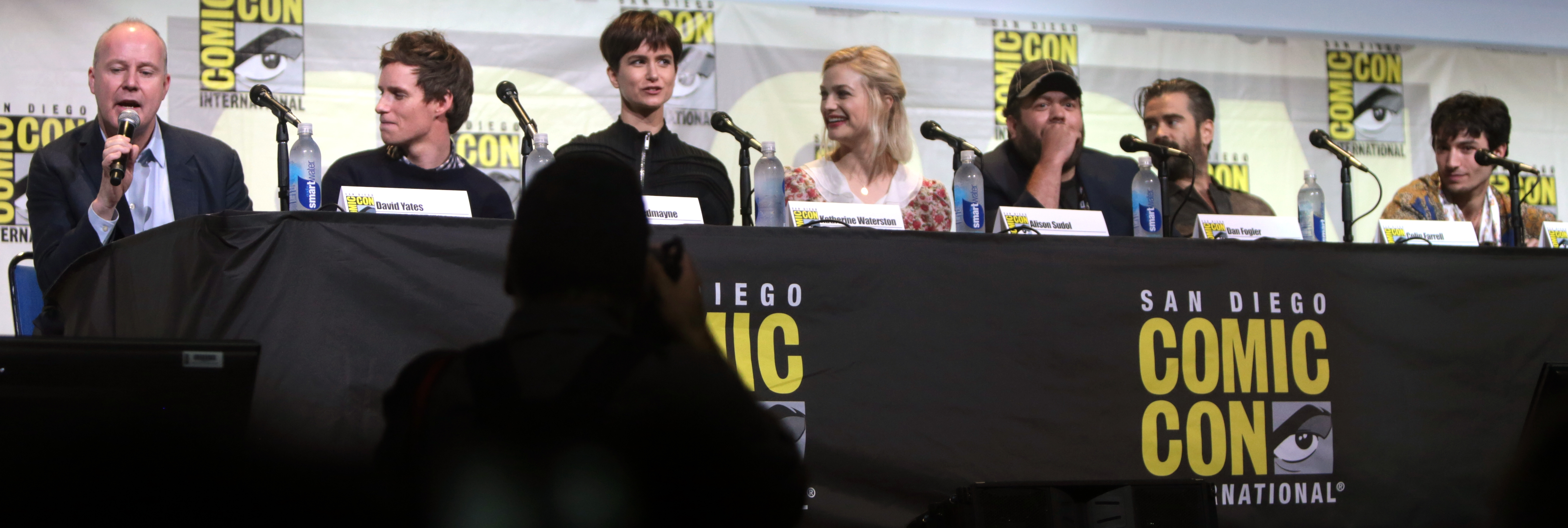
Panel filmu na San Diego Comic Con 2016 (od lewej): reżyser Yates; aktorzy Redmayne, Waterston, Sudol, Fogler, Farrell, Miller.

Początkowo, do roli Newta Scamandera rozważani byli Matt Smith i Nicholas Hoult, ale ostatecznie w czerwcu 2015 roku obsadzono w niej Eddiego Redmayne’a. W roli Tiny obsadzono Katherine Waterston. W lipcu 2015 ogłoszono, że rolę Queenie zagra piosenkarka Alison Sudol, a Jacoba Kowalskiego Dan Fogler. W połowie 2015 poinformowano, że Ezra Miller został obsadzony w roli Credence’a Barebone’a. 11 lipca 2015 studio Warner Bros. wybrało Faith Wood Blagrove spośród 20 000 dziewcząt do roli Modesty Barebone.
W sierpniu 2015 roku ogłoszono, że Colin Farrell wcieli się w rolę Percivala Gravesa. Pojawiły się też plotki, że do ekipy dołączy irlandzka aktorka Jenn Murray, co wkrótce potem potwierdził jej agent. W sierpniu 2015 roku ogłoszono, że Samantha Morton wcieli się w rolę Mary Lou Barebone.
W październiku 2015 roku poinformowano, że Ron Perlman i wcieli się w rolę goblina. W tym samym czasie do obsady dołączyły Gemma Chan oraz Carmen Ejogo jako Seraphina i Jon Voight jako Henry Shaw. Na początku listopada 2016 ogłoszono, że Johnny Depp zagra Gellerta Grindelwalda, ale nie będzie miał dużej roli w filmie.

### Zdjęcia i postprodukcja
Główne zdjęcia rozpoczęły się 17 sierpnia 2015 roku w Warner Bros. Studios w Hertfordshire w Anglii. Kilka scen zostało nakręconych w Londynie. Po dwóch miesiącach produkcja została przeniesiona do Cunard Building i St George’s Hall w Liverpoolu, który został przekształcony w Nowy Jork z lat 20. XX wieku. Dalsze nagrania miały miejsce przy Cunard Building na Liverpool’s Merseyside oraz w budynku dawnego Martins Bank przy Water Street w Liverpoolu. Za zdjęcia odpowiadał Philippe Rousselot, kostiumy zaprojektowała Colleen Atwood, a za scenografię odpowiadał Stuart Craig, który wcześniej pracował przy wszystkich ośmiu filmach o Harrym Potterze.
Craig tłumaczył, że wnętrze Kongresu charakteryzuje się intensywnym wykorzystaniem koloru złotego, który ma obrazować bogactwo i potęgę rządu amerykańskiego świata czarodziejów. Plan filmowy wielkiej sali Kongresu, który został zaprojektowany w studio Leavesden ma około 75 metrów długości i 15 metrów wysokości, natomiast w postprodukcji uczyniono z niego pomieszczenie wysokie na ponad 200 metrów. Scenograf wyjaśnił też, że kręcenie całego filmu w budynkach i na ulicach Nowego Jorku byłoby niemożliwe logistycznie i finansowo, dlatego w Leavesden stworzono wiele lokalizacji z filmu, w tym stację metra. Musiała ona zostać odtworzona na podstawie dostępnych zdjęć, ponieważ została wycofana z użytku w 1945 roku. Miraphora Mina i Eduardo Lima pracowali jako graficy. Zaprojektowali oni ilustrację na ścianie w małej bocznej uliczce, która służy jako tajne wejście do The Blind Pig.
Fantastyczne zwierzęta widziane w filmie i ścigane przez Newta Scamandera zostały prawie całkowicie zrealizowane za pomocą efektów specjalnych. Aby zaprojektować Nieśmiałki, projektanci wykonali ponad 200 szkiców i z nich wybrali jeden, który można zobaczyć w filmie. Według Eddiego Redmayne’a Nieśmiałki są jego ulubionym zwierzęciem w filmie. Tworząc Niuchacza, inspirowano się borsukiem. Christian Manz, kierownik ds. efektów wizualnych filmu, powiedział: „obejrzeliśmy kilka zbliżeń borsuka, poszukującego w czyimś domu czegoś do jedzenia; nic i nikt nie stanąłby mu na drodze”.
Montażem zajął się Mark Day. Za efekty specjalne odpowiadali Tim Burke oraz Christian Manz, a opracowały je studia Cinesite, DNEG, Framestore, Image Engine, Moving Picture Company, Milk VFX i Rodeo FX. Cinesite odpowiadało za przygotowanie kolacji w mieszkaniu Tiny Goldstein, walizkę Newta oraz niektóre lokalizacje Manhattanu. DNEG przygotowało Obscurusa, pomieszczenie, w którym Newt trzymał swoje magiczne stworzenia czy pojedynek między Tiną a Gravesem. Framestore opracowało niektóre magiczne stworzenia, np. Niuchacza oraz gobliny i postaci w pubie. Image Engine również odpowiadało za niektóre magiczne stworzenia, między innymi Garborogi stworzone przez skrzyżowanie nosorożca, słonia, gąsienicy, strusia, hipopotama, lwa i aligatora, czy Pikujące licho, a także ich środowiska życia. Moving Pictures Company pracowało nad niektórymi scenami na Manhattanie, sekwencją początkową filmu oraz opracowało takie stworzenia, jak Demimozy, czy Żmijoptaki. Milk VFX pracowało głównie nad pokojem z różdżkami w budynku Kongresu, zaczarowanymi elementami wszystkich biurek, takimi jak kartki, maszyny do pisania i inne rekwizyty. Odpowiadało też za efekty teleportacji oraz magiczne obrazy. Efekty opracowane przez Rodeo FX to sekwencja naprawy zniszczonego mieszkania Jacoba przez Newta, a także niektóre magiczne stworzenia w walizce oraz ich otoczenie.

## Muzyka
9 kwietnia 2016 roku oficjalna strona internetowa filmu poinformowała, że muzykę napisze i skomponuje James Newton Howard. 24 października 2016 strona Pottermore opublikowała pierwsze spojrzenie na główny temat filmu skomponowany przez Howarda, którym były motywy z wcześniejszych filmów o Harrym Potterze. Ścieżka dźwiękowa została wydana przez WaterTower Music 18 listopada 2016 roku.
| „Standard Edition – Disc One” – 2016 | „Standard Edition – Disc One” – 2016                                                        | „Standard Edition – Disc One” – 2016 |
| Nr                                   | Tytuł utworu                                                                                | Długość                              |
| ------------------------------------ | ------------------------------------------------------------------------------------------- | ------------------------------------ |
| 1.                                   | „Main Titles – Fantastic Beasts and Where To Find Them”                                     | 2:56                                 |
| 2.                                   | „There Are Witches Among Us / The Bank / The Niffler”                                       | 6:55                                 |
| 3.                                   | „Tina Takes Newt In / Macusa Headquarters”                                                  | 1:57                                 |
| 4.                                   | „Pie or Strudel / Escaping Queenie and Tina’s Place”                                        | 3:06                                 |
| 5.                                   | „Credence Hands Out Leaflets”                                                               | 2:05                                 |
| 6.                                   | „Inside The Case”                                                                           | 9:10                                 |
| 7.                                   | „The Erumpent”                                                                              | 3:30                                 |
| 8.                                   | „In The Cells”                                                                              | 2:12                                 |
| 9.                                   | „Tina and Newt Trial / Let’s Get The Good Stuff Out / You’re One of Us Now / Swooping Evil” | 8:01                                 |
| 10.                                  | „Gnarlak Negotiations”                                                                      | 2:58                                 |
| 11.                                  | „The Demiguise and The Occamy”                                                              | 4:07                                 |
| 12.                                  | „A Close Friend”                                                                            | 1:52                                 |
| 13.                                  | „The Obscurus / Rooftop Chase”                                                              | 3:50                                 |
| 14.                                  | „He’s Listening To You Tina”                                                                | 2:07                                 |
| 15.                                  | „Relieve Him of His Wand / Newt Releases The Thunderbird / Jacob’s Farewell”                | 12:34                                |
| 16.                                  | „Newt Says Goodbye to Tina / Jacob’s Bakery”                                                | 3:28                                 |
| 17.                                  | „End Titles – Fantastic Beasts and Where To Find Them”                                      | 2:22                                 |

| „Deluxe Edition: Bonus – Disc Two” – 2016 | „Deluxe Edition: Bonus – Disc Two” – 2016                   | „Deluxe Edition: Bonus – Disc Two” – 2016 |
| Nr                                        | Tytuł utworu                                                | Długość                                   |
| ----------------------------------------- | ----------------------------------------------------------- | ----------------------------------------- |
| 1.                                        | „A Man and His Beasts”                                      | 8:31                                      |
| 2.                                        | „Soup and Leaflets”                                         | 2:20                                      |
| 3.                                        | „Billywig”                                                  | 1:31                                      |
| 4.                                        | „The Demiguise and The Lollipop”                            | 0:59                                      |
| 5.                                        | „I’m Not Your Ma”                                           | 2:05                                      |
| 6.                                        | „Blind Pig”                                                 | 1:29                                      |
| 7.                                        | „Newt Talks To Credence”                                    | 2:13                                      |
| 8.                                        | „End Titles Pt.2 – Fantastic Beasts and Where To Find Them” | 1:22                                      |
| 9.                                        | „Kowalski Rag”                                              | 5:13                                      |

## Marketing
4 listopada 2015 roku „Entertainment Weekly” opublikowało pierwsze oficjalne spoty i zdjęcia promocyjne filmu, między innymi postaci Newta, Tiny i Queenie, a także nagrania zakulisowe. 10 grudnia 2015 ujawniono, że teaser zostanie wydany 15 grudnia. Wraz z nim ukazał się również plakat.
Podczas „A Celebration of Harry Potter” w Universal Orlando Resort w lutym 2016 roku ukazał się filmik, prezentujący wywiady z członkami obsady i ekipy filmowej oraz oficjalny materiał zza kulis. 10 kwietnia podczas gali MTV Movie Awards ukazał się pierwszy zwiastun produkcji. 10 sierpnia „Entertainment Weekly” opublikowało nowe informacje na temat postaci Ezry Millera – Credence’a Barebone’a. Pokazano też nowe zdjęcia, Katherine Waterston i Eddiego Redmayne’a przy wysadzonej stacji metra oraz postać grana przez Colina Farrella, Percivala Gravesa, przesłuchujący aresztowanego i zakutego w kajdanki Newta.
Od października 2016 Google we współpracy z Warner Bros. publikowało wybrane zdjęcia z planu filmowego w Google Street View, które zostały osadzone w szczegółowych widokach mapy Nowego Jorku wraz z aktualnymi zdjęciami ulic i budynków. Były wśród nich zdjęcia z Kongresu, Steen National Bank, pubu The Blind Pig oraz mieszkania Tiny i Queenie Goldstein. Wcześniej taką współprace zawarto przy filmach o Harrym Potterze.

### Literatura i media
Scenariusz filmu został opublikowany w formie książkowej 18 listopada 2016 roku i napisała go sama Rowling.
7 marca 2016 ukazała się zapowiedź tekstu o historii magii w Ameryce Północnej. 7 października 2016, Rowling wydała również na Pottermore cztery teksty jako wstęp do filmu, zatytułowane Historia magii w Ameryce Północnej. Zawiera ona między innymi informacje o brutalnych magicznych najemnikach w Ameryce Północnej, którzy odegrali znaczącą rolę w historycznych procesach czarownic z Salem w XVII wieku; informacje o różnych amerykańskich wytwórcach różdżek; rola, jaką magia odegrała w I wojnie światowej; powstanie Kongresu.
28 czerwca 2016 Rowling opublikowała drugą część swojej powieści Historia magii w Ameryce Północnej, dotyczącą fikcyjnej Szkoły Magii i Czarodziejstwa Ilvermorny, szczegółowo opisującą założenie amerykańskiej szkoły magii. Sama szkoła jest wspomniana w filmie.
Dodatkowo, WB Games i TT Games wydały pakiet dodatkowy do gry Lego Dimension. Pakiet zawiera model Kongresu do zbudowania, figurki Newta Scamandera i Niuchacza oraz sześciopoziomową kampanię, która odwzorowuje wydarzenia z filmu. Pakiet został wydany tego samego dnia co film, wraz drugim, zawierającym postacie Tiny Goldstein i Swooping Evil. Obsada filmu powtarza tam swoje role.

## Wydanie
Światowa premiera filmu Fantastyczne zwierzęta i jak je znaleźć miała miejsce 8 listopada 2016 roku na Międzynarodowym Festiwalu Filmowym w Toronto. Uroczysta premiera filmu, w której uczestniczyła obsada, odbyła się 10 listopada 2016 w Alice Tully Hall w Nowym Jorku.
16 listopada zadebiutował dla szerszej publiczności w Holandii, Szwajcarii, Korei Południowej i we Francji. Dzień później, 17 listopada, pojawił się Niemczech, Portugalii, Argentynie, Brazylii, Rosji, Australii, Nowej Zelandii, Hongkongu i we Włoszech. W Stanach Zjednoczonych, Kanadzie, Hiszpanii, Wielkiej Brytanii, Meksyku i w Polsce dostępny był 18 listopada. W Japonii pojawił się 23 listopada, a w Chinach zadebiutował 25 listopada.
Film został wydany w formatach obrazu 2D, 3D oraz IMAX 3D 4K. Film został wyemitowany łącznie na 1028 ekranach IMAX 3D na całym świecie (388 ekranów w Stanach Zjednoczonych i Kanadzie, 347 ekranów w Chinach, 26 ekranów w Japonii i 267 ekranów w pozostałych krajach). Jest to drugi film w historii – po Doktorze Strange’u – który miał premierę na ponad 1000 ekranach IMAX 3D na całym świecie.
Film został wydany w Stanach Zjednoczonych w wersji cyfrowej 7 marca 2017 roku, a 28 marca w wersjach 4K UHD, 3D Blu-ray, Blu-ray i DVD.

## Odbiór

### Box office
Produkcja zarobiła 234 miliony dolarów w Stanach Zjednoczonych i Kanadzie oraz 580 milionów dolarów w innych krajach, co daje łącznie 814 milionów dolarów. Budżet filmu wynosił 175 milionów dolarów, z dodatkowymi 150 milionami dolarów wydanymi na marketing. Na całym świecie film zarobił 219,9 mln dolarów w weekend otwarcia, co uczyniło go piątym co do wielkości we franczyzie Wizarding World i siódmym co do wielkości w listopadzie 2016 roku. Przychód z kin IMAX wyniósł 15 milionów dolarów. Zysk netto produkcji to 164 miliony dolarów, biorąc pod uwagę wszystkie wydatki i przychody z filmu, co czyni go dziewiątym najbardziej dochodowym wydaniem 2016 roku. W Polsce do końca 2016 roku film obejrzało ponad 865 tys. osób, zarobił ponad 4 miliony dolarów.
W Wielkiej Brytanii i Irlandii film zarobił 15,33 miliona funtów (19,15 miliona dolarów) z 666 kin, stając się największym debiutem 2016 roku, wyprzedzając poprzedniego rekordzistę, Batman v Superman: Świt sprawiedliwości (14,62 mln funtów). Pod koniec 2016 roku został wyprzedzony przez Łotr 1. Gwiezdne wojny – historie.
Film miał najbardziej kasowe otwarcie spośród wszystkich filmów o Harrym Potterze w Korei Południowej (1,7 miliona dolarów), na Filipinach (1,2 miliona), w Zjednoczonych Emiratach Arabskich (429 tysięcy) i na Ukrainie, a także był drugim co do wielkości (za Harry Potter i Insygnia Śmierci: Część I) w Meksyku (1,8 miliona), Rosji (1,7 miliona), Brazylii (1,3 miliona) i Indonezji (480 tysięcy) oraz trzecim (po pierwszej i drugiej części Insygniów Śmierci) w Wielkiej Brytanii (5,4 miliona). Premiera filmu była też drugą największą w historii studio Warner Bros. w Czechach i na Słowacji. Podczas premiery we Francji zarobił 1,8 miliona, w Hiszpanii 1,4 miliona, a w Niemczech 1 milion. Film miał najbardziej kasowy weekend otwarcia spośród filmów o Harrym Potterze na 16 rynkach, w tym w Korei Południowej (14,2 miliona, również trzecie co do wielkości otwarcie dla studia), Rosji (9,8 miliona) i Brazylii (6,4 miliona), największy debiut roku w Niemczech (10,2 miliona), Szwecji, Belgii i Szwajcarii, Francji, Holandii i Danii. We Włoszech w weekend otwarcia film zarobił 6,6 miliona dolarów, stając się najbardziej kasowym filmem amerykańskim w kraju, w Australii 7,4 miliona, w Meksyku 5,8 miliona, a w Hiszpanii 4,5 miliona.
W Chinach premiera odbyła się 25 listopada wraz z filmem Disneya Vaiana: Skarb oceanu. W dniu premiery zarobił 11,2 miliona dolarów na 11 600 ekranach. W sumie w weekend otwarcia zarobił 41,1 miliona dolarów. W Japonii podczas premiery zebrał 15,5 miliona, pokonując wszystkie poprzednie filmy z wyjątkiem Harry Potter i Książę Półkrwi oraz Insygnia Śmierci – część 2.
Film ustanowił również wiele rekordów w kinach IMAX. W sumie w weekend otwarcia zarobił 7 milionów dolarów z 276 kin, co jest drugim najwyższym wynikiem we franczyzie o Harrym Potterze, za Insygniami Śmierci – część 2. Był trzecim najbardziej dochodowym międzynarodowym otwarciem IMAX w historii. Łącznie film zarobił na tym formacie 19,1 miliona dolarów.
Stał się najbardziej dochodowym filmem franczyzy Wizarding World w Rosji (22,1 miliona dolarów) i drugim co do wielkości w Korei Południowej (33,3 miliona). Poza tym najwięcej wpływów film zebrał w Chinach (86 milionów), Wielkiej Brytanii (68 milionaów), Japonii (63,7), Niemczech (35,5 miliona), Francji (30,1 miliona) i Australii (24,2 miliona).

### Krytyka w mediach
Film spotkał się przeważnie z pozytywną recenzją krytyków. W serwisie Rotten Tomatoes 74% z 341 recenzji uznano za pozytywne, a średnia ocen na ich podstawie wyniosła 6,8/10. Na agregatorze Metacritic średnia ważona ocen z 50 recenzji wyniosła 66 punktów na 100. Natomiast według serwisu CinemaScore, zajmującego się mierzeniem atrakcyjności filmów w Stanach Zjednoczonych, publiczność przyznała mu ocenę „A” w skali od A+ do F.
Peter Bradshaw z „The Guardian” przyznał filmowi pięć na pięć gwiazdek, twierdząc, że był on „bogatą, barokową i dopieszczoną rozrywką, która momentami zapiera dech w piersiach”. Robbie Collin z „The Telegraph” nazwał film „spektakularnym wyczynem budowania świata” i powiedział, że „chemia między czterema bohaterami przykuwa wzrok”. Peter Travers z magazynu „Rolling Stone” dał filmowi 3/4 i powiedział, że „prawdziwymi gwiazdami są tutaj bestie, podobno brzydkie, dziwne i niebezpieczne, ale jednak ukazujące kreatywność osób pracujących nad efektami specjalnymi”. Mike Ryan z Uproxx wystawił pozytywną recenzję, twierdząc że jest godnym następcą Harry’ego Pottera i napisał: „Newt Scamander w niczym nie przypomina Harry’ego, ale tak właśnie musi być. Wszystko musi jest inne. Nie mogę się doczekać, dokąd zabiorą nas te filmy”. Peter Debruge z „Variety” wystawił mieszaną recenzję i powiedział, że film „podkreśla zarówno mocne, jak i słabe aspekty podejścia Rowling do opowiadania historii”. Podkreśla też błędy logiczne filmu, ale jako zaleta wskazuje wątek miłosny Jacoba i Queenie. Redakcja z „The Hollywood Reporter” oceniła film jako „daleki od ideału, ale pełen akcji i wspaniale wyglądający” stwierdzając, że zadowoli fanów Harry’ego Pottera. David Edelstein z Vulture uznał film za „wyraźnie niemagiczny”, uważając, że stworzenia „nie są specjalnie fantastyczne, a efekty specjalne są nijakie”. Ignatiy Vishnevetsky z AV Club wyraził mieszaną opinię na temat filmu i uznał go za „niejednoznaczny, ale czasami czarujący”.
Serwis Bliżej Ekranu ocenił film pozytywnie, pisząc: „Tu wszystko skrzy się kreatywnością, a tego oczekuje się od dobrego kina fantasy” oraz mówiąc, że „nowy film Yatesa może niektórym fanom filmów o Potterze przypaść do gustu nawet bardziej niż ostatnie części sagi o nastoletnim czarodzieju”. Joanna Kułakowska z portalu Gram.pl wystawiła pozytywną recenzję i stwierdziła, że jest to „oszałamiająca wizualnie produkcja z niegłupią fabułą, będąca udaną mieszanką słodyczy i mroku, którą, pomimo kilku wad, ogląda się z prawdziwą przyjemnością”. Ewelina Sikorska z portalu Paradoks oceniając produkcję na 6/10 napisała: „Fantastyczne zwierzęta i jak je znaleźć to film, który jest dobry, ale po projekcji czuje się niedosyt. Mam nadzieję, że kolejna część pokaże lepiej i szerzej cały ten świat przed Potterem”. Tymoteusz Wronka z NaEkranie.pl ocenił film na 6/10 stwierdzając, że „Fantastyczne zwierzęta są świetnym wizualnie obrazem, który jednak boryka się z przeładowaniem: twórcy chcieli pokazać w nim zbyt wiele świata, mając zbyt prostą fabułę”. Piotr Jankowski z Filmwebu wystawił ocenę 5/10 i pochwalił efekty specjalne, jednak jako wadę filmu wskazał opowiadaną historię, twierdząc, że występuje w niej wiele absurdów i nieprawdopodobnych zbiegów okoliczności.

## Nagrody i nominacje
| Rok  | Nagroda                                       | Kategoria                                                                 | Wynik     | Źródła          |
| ---- | --------------------------------------------- | ------------------------------------------------------------------------- | --------- | --------------- |
| 2017 | BAFTA                                         | Best British Film                                                         | Nominacja | [ 122 ]         |
| 2017 | BAFTA                                         | Best Production Design                                                    | Wygrana   | [ 122 ]         |
| 2017 | BAFTA                                         | Best Costume Design                                                       | Nominacja | [ 122 ]         |
| 2017 | BAFTA                                         | Best Sound                                                                | Nominacja | [ 122 ]         |
| 2017 | BAFTA                                         | Best Special Visual Effects                                               | Nominacja | [ 122 ]         |
| 2017 | Nagroda Akademii Filmowej                     | Best Production Design                                                    | Nominacja | [ 123 ] [ 124 ] |
| 2017 | Nagroda Akademii Filmowej                     | Best Costume Design                                                       | Wygrana   | [ 123 ] [ 124 ] |
| 2017 | Art Directors Guild Awards                    | Excellence in Production Design for a Fantasy Film (Stuard Craig)         | Nominacja | [ 125 ]         |
| 2017 | Casting Society of America                    | Feature Big Budget – Drama                                                | Nominacja | [ 126 ]         |
| 2017 | Costume Designers Guild Awards                | Excellence in Fantasy Film                                                | Nominacja | [ 127 ]         |
| 2016 | Critics’ Choice Movie Awards                  | Best Art Direction                                                        | Nominacja | [ 128 ]         |
| 2016 | Critics’ Choice Movie Awards                  | Best Costume Design                                                       | Nominacja | [ 128 ]         |
| 2016 | Critics’ Choice Movie Awards                  | Best Hair and Makeup                                                      | Nominacja | [ 128 ]         |
| 2016 | Critics’ Choice Movie Awards                  | Best Visual Effects                                                       | Nominacja | [ 128 ]         |
| 2017 | Diversity in Media Awards                     | Movie of the Year                                                         | Nominacja | [ 129 ]         |
| 2017 | Empire Awards                                 | Best British Film                                                         | Nominacja | [ 130 ]         |
| 2017 | Empire Awards                                 | Best actor                                                                | Wygrana   | [ 130 ]         |
| 2017 | Empire Awards                                 | Best Costume Design                                                       | Wygrana   | [ 130 ]         |
| 2017 | Empire Awards                                 | Best Make-Up and Hairstyling                                              | Wygrana   | [ 130 ]         |
| 2017 | Empire Awards                                 | Best Production Design                                                    | Wygrana   | [ 130 ]         |
| 2017 | Empire Awards                                 | Best Visual Effects                                                       | Nominacja | [ 130 ]         |
| 2016 | Evening Standard British Film Awards          | Editor’s Award                                                            | Wygrana   | [ 131 ]         |
| 2017 | Irish Film & Television Awards                | Best Supporting Actor                                                     | Nominacja | [ 132 ]         |
| 2017 | Make-Up Artists & Hair Stylists Guild Awards  | Feature-Length Motion Picture – Best Period and/or Character Make-Up      | Nominacja | [ 133 ]         |
| 2017 | Make-Up Artists & Hair Stylists Guild Awards  | Feature-Length Motion Picture – Best Period and/or Character Hair Styling | Nominacja | [ 133 ]         |
| 2017 | Make-Up Artists & Hair Stylists Guild Awards  | Feature-Length Motion Picture – Best Special Make-Up Effects              | Nominacja | [ 133 ]         |
| 2017 | People’s Choice Awards                        | Favorite Year-End Blockbuster                                             | Wygrana   | [ 134 ]         |
| 2017 | Saturn Awards                                 | Best Fantasy Film                                                         | Nominacja | [ 135 ]         |
| 2017 | Saturn Awards                                 | Best Supporting Actor                                                     | Nominacja | [ 135 ]         |
| 2017 | Saturn Awards                                 | Best Music                                                                | Nominacja | [ 135 ]         |
| 2017 | Saturn Awards                                 | Best Production Design                                                    | Nominacja | [ 135 ]         |
| 2017 | Saturn Awards                                 | Best Costume Design                                                       | Wygrana   | [ 135 ]         |
| 2017 | Saturn Awards                                 | Best Make-up                                                              | Nominacja | [ 135 ]         |
| 2017 | Saturn Awards                                 | Best Special Effects                                                      | Nominacja | [ 135 ]         |
| 2016 | Teen Choice Awards                            | Choice AnTEENcipated Movie                                                | Nominacja | [ 136 ]         |
| 2017 | Visual Effects Society Awards                 | Outstanding Visual Effects in a Photoreal Feature                         | Nominacja | [ 137 ]         |
| 2017 | Visual Effects Society Awards                 | Outstanding Animated Performance in a Photoreal Feature                   | Nominacja | [ 137 ]         |
| 2016 | Washington D.C. Area Film Critics Association | Best Art Direction                                                        | Nominacja | [ 138 ]         |

## Kontynuacje
Początkowo, w październiku 2014 roku, studio ogłosiło, że film będzie początkiem trylogii. W lipcu 2016 roku David Yates potwierdził, że Rowling napisała scenariusz do drugiego filmu i ma pomysły na trzeci. W październiku 2016 r. Rowling ogłosiła, że seria będzie składać się z pięciu filmów.
Sequel, zatytułowany Fantastyczne zwierzęta: Zbrodnie Grindelwalda, został wypuszczony 16 listopada 2018 roku. Jego scenariusz, Fantastic Beasts – The Crimes of Grindelwald: The Original Screenplay, ukazał się 16 listopada 2018. Trzeci film z serii, Fantastyczne zwierzęta: Tajemnice Dumbledore’a, ukazał się 7 kwietnia 2022 roku; produkcja została opóźniona z powodu pandemii COVID-19. W roli Gellerta Grindelwalda zamiast Johnny’ego Deppa wystąpił Mads Mikkelsen.